# Theseus modestus occidentalis
Theseus modestus occidentalis – podgatunek pluskwiaka z podrzędu różnoskrzydłych i rodziny tarczówkowatych.

## Taksonomia
Podgatunek ten opisany został w 1989 roku przez Martina Baehra jako Theseus modestus grossi. Jednak w 1988 roku Fred J. D. McDonald opisał inny, nowy gatunek z rodzaju Thesus jako Thesus grossi, w związku z czym Baehr w 1991 roku nadał swojemu taksonowi nową nazwę T. modestus occidentalis.

## Opis
Ciało długości od 13 do 15,5 mm, rude, gęsto punktowane. Brzegi przedplecza z drobnymi, zaokrąglonymi ząbkami. Przez środek przedplecza biegnie żółta linia środkowa, wkraczająca na tarczkę. Trójkątny wyrostek u nasady pygoforu niewycięty. Ramiona pygoforu krótkie, wypukłe, bocznie faliste.

## Ekologia
Pluskwiaki te spotykane są pod kłodami eukaliptusa kamaldulskiego wzdłuż suchych koryt rzecznych i w parowach Hamersley Range.

## Rozprzestrzenienie
Podgatunek endemiczny dla Australii, zasiedlający północno-zachodnią część kontynentu (stan Australia Zachodnia), na południe od Wielkiej Pustyni Piaszczystej.